# Rhytidospora tetraspora
Rhytidospora tetraspora är en svampart som beskrevs av Jeng & Cain 1977. Rhytidospora tetraspora ingår i släktet Rhytidospora och familjen Ceratostomataceae.  Arten är reproducerande i Sverige. Inga underarter finns listade i Catalogue of Life.